# Otho
Marcus Salvius Otho (25. april 32 – 16. april 69), kendt som Otho, var romersk kejser i ”firekejseråret” 69.
Han tilhørte en adelig etruskisk familie, stod Neros hof og følgesvende nær og var gift med dennes senere hustru Poppæa Sabina; kejserens forhold til hende førte dog til uvenskab. Resten af tiden var Otho forvist til Lusitania (Portugal) som embedsmand, men deltog i Galbas oprør i 68 og støttede ham. Da han blev forbigået som tronarving, gik han over til oppositionen, og udråbtes til kejser, kort før Galbas mord.
I sin fire måneder lange regering synes Otho at have lagt sig tæt op ad Neros stil og kreds for at blive populær hos pjalteproletariatet, ligesom han foretog enkelte overgreb. Han blev dog snart mødt med oprør fra den nye modkejser Vitellius, som rejste hære i Tyskland. Efter begyndende fremgang førte Othos overilede forsøg på at standse modstanderne til nederlag ved Bedriacum, hvorefter han helt synes at have tabt modet og begik selvmord.